# 1641

## Събития
- Мощите на Петка Българска са пренесени от Истанбул в Яш.

## Починали
- 15 април – Доменикино, италиански художник
- 10 май – Юхан Банер, шведски пълководец
- 9 декември – Антонис ван Дайк, фламандски художник